# Миссуна, Анна Болеславовна
Анна Болеславовна Миссуна (1868—1922) — одна из первых женщин-геологов в Российской империи. Приват-доцент геологического факультета Московского университета (1919) и ассистент при кафедре геологии Московских Высших женских курсов.

## Биография
Родилась 31 октября (12 ноября) 1868 года в усадьбе Заболотье (ныне Полоцкий район) Лепельского уезда Витебской губернии в обедневшей дворянской польской семье.
Обучалась в частной женской гимназии в городе Рига.
В 1893—1895 годах обучалась на «Коллективных уроках» (временное название Московских высших женских курсов), слушала лекции В. И. Вернадского, А. П. Павлова, М. А. Мензбира, В. Д. Соколова и др.
В 1906—1909 годах состояла хранителем геологических коллекций МОИП.
С 1906 года работала ассистентом, затем — преподавателем петрографии, палеонтологии, исторической геологии на Московских высших женских курсах.
С 1919 года — приват-доцент геологического факультета Московского университета.
Скончалась 2 мая 1922 года в Москве. Похоронена на Новодевичьем кладбище.

## Научная деятельность
Изучала геологическое строение центральных и западных регионов Белоруссии, лёссовые отложения Новогрудской возвышенности.
Вела поиски железной руды и каменного угля в Тульской губернии, гидрогеологические изыскания в Тверской губернии.
Дала научное объяснение ледниковому рельефу Белоруссии.
Впервые в Российской империи разработала методику изучения конечных морен и краевых ледниковых образований, обнаружила несколько четвертичных оледенений.
Ряд исследований посвящен палеонтологии Крыма.
В 1907—1908 годах опубликованы две её статьи, в которых описала новый вид хрящевых рыб эдестид — Protopirata (Edestus) karpinskii Missuna, из мячковского горизонта окрестностей города Коломна.

### Научные труды
Научные работы посвящены вопросам геологического строения России, Белоруссии, Литвы и Польши.
- Missuna A. Uber eine neue Edestus-Art aus dem Karbon-Ablagerungen der Umgebungen von Kolomna // Bull. Soc. Imp. Natur. Moscou. 1907. T. 21. N 4. P. 529-535.
- Missunianka А. О novym gatunku Edestusa, znalezionym w wapieniu formacyi weeglowej w okolicach m. Kolomny gub. Moskiewskiej // Kosmos. 1908. V. 33. N 11-12. P. 604-621.
- Missunianka А. Ueber die Endmoranen V Weissrussland und Litauen // Zeitsch. d. deutsch, geol. Ges. 1912.
- Миссуна А. Б. Материалы к изучению ледниковых отложений Белоруссии и Литовского края : Материалы к познанию геологического строения Новогрудского уезда Минской губернии // Зап. Импер. минер. об-ва. — СПб., 1914. Ч.1.
- Миссуна А. Б. Краткий очерк геологического строения Новогрудского уезда Минской губернии / А. Б. Миссуна // Зап. Импер. минер. об-ва. — СПб., 1915. Вып. 1.

## Членство в организациях
- Варшавское общество естествоиспытателей
- Московское общество испытателей природы

## Память
Имя А. Б. Миссуны носят улицы в Полоцке и Ветрино.
В 2003 году на месте бывшей усадьбы в Заболотье был установлен памятный знак в честь А. Б. Миссуны.